# Малый Путинковский переулок
Ма́лый Путинко́вский переу́лок — небольшая улица в центре Москвы в Тверском районе между Страстным бульваром и Большим Путинковским переулком.

## Происхождение названия
Название Большого и Малого Путинковских переулков возникло в XIX веке по местности Путинки. В XVI—XVII веках здесь находился Путевой посольский двор. Отсюда, за пределами Белого города, расходились пути на Дмитров и в Тверь. На Малой Дмитровке расположена Церковь Рождества Богородицы в Путинках.

## Описание
Малый Путинковский переулок соединяет Страстной бульвар и Большой Путинковский сразу за киноконцертным залом «Пушкинский» (бывший кинотеатр «Россия»). Проходит параллельно Нарышкинскому проезду.

## Примечательные здания
- № 1/2 — журналы «Новый мир», «Вопросы истории». Здание построено в дореволюционное время и ранее принадлежало Страстному монастырю. Это единственное сооружение, оставшееся от монастыря[1].